# Маєрсит
Маєрси́т (рос. майерсит; англ. miersite; нім. Miersit m) — рідкісний мінерал, що являє собою йодисте срібло координаційної будови. Названий на честь англійського мінералога, професора мінералогії Оксфордського університету Г. А. Маєрса (H.A.Miers), L.J.Spencer, 1898.

## Загальний опис
Хімічна формула: (Ag, Cu)І.
Містить (%): Ag — 38,22; І — 56,16; Cu — 5,62.
Сингонія кубічна. Гекстетраедричний вид.
Густина 5,64.
Твердість 3,0
Спайність досконала по {111}.
Колір від світло- або зеленкувато-жовтого до яскраво-жовтого. Риса яскраво-жовта, зеленкувато-жовта.
Блиск алмазний.
Ізотропний.
Зустрічається у родовищі Брокен-Гілл у штаті Новий Південний Уельс (Австралія) разом з малахітом, церуситом, лімонітом, вадом.